# Ròdope
|  | Per a altres significats, vegeu «Ròdope (província romana)». |

El massís del Ròdope (grec: Ῥοδόπη; búlgar: Родопи, Rodopi; turc: Rodoplar; llatí: Rhodope) és una serralada muntanyosa de la regió de Tràcia que fa frontera entre Grècia i Bulgària. El seu cim més alt és el Golyam Perelik (2.191 m), situat dins l'estat Búlgar.
Forma la frontera natural entre Tràcia i Macedònia ja de temps antics. En època clàssica, hi vivien els satres i els bessos, i hi havia un temple dedicat a Dionís. El riu Estrímon neix en aquestes muntanyes. L'any 294 es creà una província romana amb el nom de Ròdope, conformada amb la part sud de Tràcia.